# Bengt Berglund (konstnär)
Bengt Teodor Berglund, född 21 mars 1916 i Göteborg, död 21 maj 1999 i Näsinge församling i Strömstads kommun, var en svensk konstnär och teckningslärare. 
Han var son till handelsresanden Carl J. Berglund och Gerda Mattson och från 1945 gift med Elsa Pärsson samt far till Pontus Berglund. Han studerade vid Slöjdföreningens skola  i Göteborg 1936–1938 och för Nils Nilsson vid Valands målarskola 1942–1946. Han debuterade i en samlingsutställning i Halmstad och har därefter medverkat i Göteborgs konstförenings decemberutställningar på Göteborgs konsthall, tillsammans med sex andra Göteborgskonstnärer ställde han ut på Galleri Aveny i Göteborg 1949 och 1950. Hans konst består av landskapsmålningar från Bohuslän ofta i en mörk palett. Vid sidan av sitt eget skapande var han verksam som teckningslärare vid ABF:s kursverksamhet i Göteborg och Halmstad.